# مارغريت بودن
مارغريت بودن (بالإنجليزية: Margaret Boden) هي باحثة في مجال الذكاء الاصطناعي بريطانية، ولدت في 26 نوفمبر 1936 في لندن في المملكة المتحدة.